# Jean-Claude Magendie
Jean-Claude Magendie, né le 24 mai 1945 à Pau (Pyrénées-Atlantiques), est un ancien magistrat français.

## Fonctions actuelles et passées
- depuis 2005 : Président de l'association pour la coopération juridique et judiciaire internationale-Acojuris[réf. nécessaire]
- depuis 2004 : Président du comité d'orientation de l'établissement public du palais de justice de Paris[réf. nécessaire]
- depuis septembre 2010 : Membre de la commission de réflexion pour la prévention des conflits d'intérêts dans la vie publique[réf. nécessaire]
- depuis 2012 : Expert associé de l'Institut pour la justice[1]
- depuis 2013 : Membre du comité scientifique, avec Alain Bauer, Maurice Cusson ou bien encore Jean Pradel, de la Revue française de criminologie et de droit pénal[2]

En octobre 2013, il lance l'association Médiation et Entreprises, structure qui vise à promouvoir la recherche d'un « processus collaboratif » lors d'un différend.
Début 2014, il devient membre de la haute autorité présidée par la juriste Anne Levade chargée d'organiser les primaires de l'UMP en 2016.
En avril 2018, dans le cadre du débat autour de la réforme pénale, il participe au colloque organisé par l'Institut pour la justice à l'Assemblée nationale française. Il intervient notamment sur la question du syndicalisme judiciaire .

## Formation
- Licence de droit privé et droit public de la faculté de droit de Bordeaux
- Certificat de sciences criminelles de la faculté de droit de Bordeaux
- Admis au concours d'entrée à l'École nationale de la magistrature (1970)

## Carrière
- 1970-1973 : Auditeur de justice
- 1973-1975 : Juge d'instruction au TGI de Toulon
- 1975-1979 : Substitut au service documentation et parallèlement secrétaire général adjoint de la Première présidence de la Cour de cassation
- 1979-1989 : Conseiller référendaire à la Cour de cassation
- 1989-1993 : Président de chambre à la cour d'appel de Rouen
- 1993-1997 : Président de chambre à la cour d'appel de Versailles
- 1997-2000 : Président du TGI de Créteil
- 2000-mai 2007 : Président du TGI de Paris
- mai 2007-avril 2010 : Premier président de la Cour d'appel de Paris

## Décorations
- Commandeur de la Légion d'honneur (décret du 30 décembre 2011).
- Chevalier de l'ordre des Arts et des Lettres (2004).
- Médaille d'honneur de l'administration pénitentiaire, or (2005)[6]